# Campeonato Británico de Rally
El Campeonato Británico de Rally, (oficialmente Prestone MSA British Rally Championship) es un campeonato de rally que se celebra anualmente en el Reino Unido desde 1958. Es organizado desde 1999 por la MSA Motor Sports Association.
El campeonato es abierto a cuatro clases de vehículos:
- Rally 4 (R4) - Vehículos con tracción a las cuatro ruedas grupo N4 y Super 2000.
- Rally 3 (R3) - Super 1600 y coches homologados para Rally3 incluidos del grupo N4 diésel.
- Rally 2 (R2) - grupo N3, A6 y coches homologados para Rally 2.
- Rally 1 (R1) - Groups N1, N2 y coches homologados para Rally 1.

## Palmarés
| Año                                    | Piloto                                          | Copiloto                                        | Vehículo                                        |
| RAC British Rally Championship         | RAC British Rally Championship                  | RAC British Rally Championship                  | RAC British Rally Championship                  |
| -------------------------------------- | ----------------------------------------------- | ----------------------------------------------- | ----------------------------------------------- |
| 1958                                   | Ron Gouldbourn                                  | Stuart Turner                                   | Triumph TR3A                                    |
| 1959                                   | John Sprinzel                                   | Stuart Turner                                   | Austin-Healey Sprite                            |
| 1960                                   | Bill Bengry                                     | David Skeffington                               | Volkswagen 1200                                 |
| 1961                                   | Bill Bengry                                     | David Skeffington                               | Volkswagen 1500                                 |
| 1962                                   | Tony Fisher                                     | Brian Melia                                     | Mini Cooper                                     |
| 1963                                   | Tony Fisher                                     | Brian Melia                                     | Mini Cooper                                     |
| 1964                                   | Eric Jackson                                    | Ken Joseph                                      | Ford Cortina GT                                 |
| 1965                                   | Roger Clark                                     | Jim Porter                                      | Ford Cortina                                    |
| 1966                                   | Roy Fidler                                      | Alan Taylor                                     | Triumph 2000                                    |
| 1967                                   | Jim Bullough                                    | Don Barrow                                      | Ford Lotus Cortina                              |
| 1968                                   | Colin Malkin                                    | John Brown                                      | Hillman Rallye Imp                              |
| 1969                                   | John Bloxham                                    | Richard Harper                                  | Lancia Fulvia/Ford Escort TC                    |
| 1970                                   | Will Sparrow                                    | Nigel Raeburn                                   | Mini Cooper S                                   |
| 1971                                   | Chris Slater                                    | Martin Holmes                                   | Ford Escort RS1600                              |
| 1972                                   | Roger Clark                                     | Jim Porter                                      | Ford Escort RS1600                              |
| 1973                                   | Roger Clark                                     | Jim Porter                                      | Ford Escort RS1600                              |
| 1974                                   | Billy Coleman                                   | Dan O'Sullivan                                  | Ford Escort RS1600                              |
| 1975                                   | Roger Clark                                     | Jim Porter                                      | Ford Escort RS1800                              |
| 1976                                   | Ari Vatanen                                     | Peter Bryant                                    | Ford Escort RS1800                              |
| 1977                                   | Russell Brookes                                 | John Brown                                      | Ford Escort RS1800                              |
| RACMSA British Open Rally Championship |                                                 |                                                 |                                                 |
| 1978                                   | Hannu Mikkola                                   | Arne Hertz                                      | Ford Escort RS1800                              |
| 1979                                   | Pentti Airikkala                                | Risto Virtanen                                  | Vauxhall Chevette HS                            |
| 1980                                   | Ari Vatanen                                     | David Richards                                  | Ford Escort RS1800                              |
| 1981                                   | Jimmy McRae                                     | Ian Grindrod                                    | Opel Ascona 400                                 |
| 1982                                   | Jimmy McRae                                     | Ian Grindrod                                    | Opel Ascona 400                                 |
| 1983                                   | Stig Blomqvist                                  | Bjorn Cederberg                                 | Audi Quattro                                    |
| 1984                                   | Jimmy McRae                                     | Mike Nicholson                                  | Opel Manta 400                                  |
| 1985                                   | Russell Brookes                                 | Mike Broad                                      | Opel Manta 400                                  |
| 1986                                   | Mark Lovell                                     | Roger Freeman                                   | Ford RS200                                      |
| 1987                                   | Jimmy McRae                                     | Ian Grindrod                                    | Ford Sierra RS Cosworth                         |
| 1988                                   | Jimmy McRae                                     | Rob Arthur                                      | Ford Sierra RS Cosworth                         |
| 1989                                   | David Llewellin                                 | Phil Short                                      | Toyota Celica GT-Four                           |
| RACMSA British Rally Championship      |                                                 |                                                 |                                                 |
| 1990                                   | David Llewellin                                 | Phil Short                                      | Toyota Celica GT-Four                           |
| 1991                                   | Colin McRae                                     | Derek Ringer                                    | Subaru Legacy                                   |
| 1992                                   | Colin McRae                                     | Derek Ringer                                    | Subaru Legacy                                   |
| 1993                                   | Richard Burns                                   | Robert Reid                                     | Subaru Legacy                                   |
| 1994                                   | Malcolm Wilson                                  | Bryan Thomas                                    | Ford Escort RS Cosworth                         |
| 1995                                   | Alister McRae                                   | David Senior                                    | Nissan Sunny GTi                                |
| 1996                                   | Gwyndaf Evans                                   | Howard Davies                                   | Ford Escort RS2000                              |
| 1997                                   | Mark Higgins                                    | Phil Mills                                      | Nissan Sunny GTi                                |
| 1998                                   | Martin Rowe                                     | Derek Ringer                                    | Renault Mégane Maxi                             |
| MSA British Rally Championship         |                                                 |                                                 |                                                 |
| 1999                                   | Tapio Laukkanen                                 | Kaj Lindström                                   | Renault Mégane Maxi                             |
| 2000                                   | Marko Ipatti                                    | Bryan Thomas                                    | Mitsubishi Lancer Evolution                     |
| 2001                                   | No se celebró debido a la crisis de Reino Unido | No se celebró debido a la crisis de Reino Unido | No se celebró debido a la crisis de Reino Unido |
| 2002                                   | Jonny Milner                                    | Nicky Beech                                     | Toyota Corolla WRC                              |
| 2003                                   | Jonny Milner                                    | Nicky Beech                                     | Toyota Corolla WRC                              |
| 2004                                   | David Higgins                                   | Brian Murphy                                    | Hyundai Accent WRC                              |
| 2005                                   | Mark Higgins                                    | Bryan Thomas                                    | Ford Focus WRC                                  |
| 2006                                   | Mark Higgins                                    | Rory Kennedy                                    | Subaru Impreza N11                              |
| 2007                                   | Guy Wilks                                       | Phil Pugh                                       | Mitsubishi Lancer Evolution                     |
| 2008                                   | Guy Wilks                                       | Rory Kennedy                                    | Mitsubishi Lancer Evolution                     |
| 2009                                   | Keith Cronin                                    | Greg Shinnors                                   | Mitsubishi Lancer Evolution                     |
| 2010                                   | Keith Cronin                                    | Barry McNulty                                   | Subaru Impreza R4                               |
| 2011                                   | David Bogie                                     | Kevin Rae                                       | Mitsubishi Lancer Evo IX                        |
| 2012                                   | Keith Cronin                                    | Marshall Clarke                                 | Citroën DS3 R3T                                 |
| 2013                                   | Jukka Korhonen                                  | Marko Salminen                                  | Citroën DS3 R3T                                 |
| 2014                                   | Daniel McKenna                                  | Arthur Kierans                                  | Citroën DS3 R3T                                 |
| 2015                                   | Cancelado                                       | Cancelado                                       | Cancelado                                       |
| 2016                                   | Elfyn Evans                                     | Craig Parry                                     | Ford Fiesta R5                                  |
| 2017                                   | Keith Cronin                                    | Mikie Galvin                                    | Ford Fiesta R5                                  |
| 2018                                   | Matt Edwards                                    | Darren Garrod                                   | Ford Fiesta R5                                  |
| 2019                                   | Matt Edwards                                    | Patrick Walsh                                   | Ford Fiesta R5                                  |
| 2020                                   | Cancelado debido a la pandemia de Covid-19      | Cancelado debido a la pandemia de Covid-19      | Cancelado debido a la pandemia de Covid-19      |
| 2021                                   | Matt Edwards                                    | Darren Garrod                                   | Volkswagen Polo GTI R5                          |
| 2022                                   | Osian Pryce                                     | Noel O'Sullivan Jr                              | Volkswagen Polo GTI R5                          |
| 2023                                   | Adrien Fourmaux                                 | Alexandre Coria                                 | Ford Fiesta Rally2                              |
| 2024                                   | Chris Ingram                                    | Alexander Kihurani                              | Toyota GR Yaris Rally2                          |